# Giovanni Lorenzoni (poeta)
Giovanni Lorenzoni (Gradisca d'Isonzo, 26 giugno 1884 – Capriva del Friuli, 23 novembre 1950) è stato un poeta e letterato italiano.

## Biografia
Giovanni Lorenzoni nacque a Gradisca d'Isonzo il 28 giugno 1884, frequentò lo Staatsgymnasium di Gorizia e conseguì la laurea in filologia romanza a Innsbruck; fu a Parigi per perfezionarsi negli studi filologici.

### Carriera
Professore ad Agrigento, a Firenze e a Gorizia, preside in istituti superiori, lettore all'Università di Lisbona e quindi Provveditore agli studi di Cattaro, Belluno e Savona. Ricevette in seguito l'incarico di direttore del Centro di Studi Goriziani per dedicarsi ad un lavoro di ricerca toponomastica che non vide la luce a causa della sua improvvisa scomparsa, avvenuta a Capriva del Friuli il 23 novembre 1950.
Grazie alla sua approfondita conoscenza di parecchie lingue europee ricevette l'incarico di esaminare i libri di testo per l'insegnamento delle lingue tedesca e slovena nelle scuole d'istruzione media, nonché numerosi incarichi come traduttore e interprete ufficiale presso i Tribunali di Gorizia e Udine; fu membro e collaboratore della Deputazione di Storia Patria di Venezia e collaborò alla redazione filologica di toponimi di lingue slave per l'Enciclopedia Treccani.
Oltre all'apporto in campo didattico, è conosciuto per aver fondato la rivista di studi friulani "Le nuove pagine", il giornale "Pagine friulane", la Società filologica friulana "G.J. Ascoli" di cui fu anche primo Presidente. Fu direttore del Bollettino della S.F.F. "Il Strolic", collaboratore delle riviste "La Panarie", "Forum Juli", "Ce Fastu?", "Sot la nape", "Studi Goriziani". Collaborò inoltre alla redazione dei giornali "Il Resto del Carlino", "Il Corriere Friulano", "Squille Isontine", "Il lavoro del Friuli" ed altri.
Poeta di vena facile e feconda, fu anche valente linguista e si dedicò marginalmente alla prosa. È ritenuto un grande benemerito della cultura friulana.
Tra i suoi estimatori si annovera Pier Paolo Pasolini, il quale ne decanta il verso "Vuè mi ciante une odule tal cur".

## Opere
Le principali opere a stampa di poesia:
- Juventus (sunets furlans), Gorizia, Paternolli, 1904
- Vôs dal Friûl. Poesiis, Gurizze, Paternolli, 1910
- La polente, Gorizia, Stab. Tip. Pallich e Obizzi, 1911
- Dì par dì, Udine, Del Bianco, 1922
- Versi friulani, Udine, Libreria Carducci, 1926
- Versi friulani. II serie (1926-1946), Gorizia, Paternolli, 1948 (Cividale del Friuli, Tip. Stagni, 1952)
- Chest miò cûr (a cura di A. Ciceri), Udine, SFF, 1976
- L’agnul, Udine, AGF, 1984